# 해양대학 축구단
해양대학 축구단은 대한민국 전라북도 군산시에 있었던 축구단이다. 해양대학이 운영했던 대학 축구단이다.

## 같이 보기
- 한국해양대학교